# Martres-Tolosane
Pour les articles homonymes, voir Martres.
Martres-Tolosane est une commune française située dans le centre du département de la Haute-Garonne, en région Occitanie.
Sur le plan historique et culturel, la commune est dans le pays de Comminges, correspondant à l’ancien comté de Comminges, circonscription de la province de Gascogne située sur les départements actuels du Gers, de la Haute-Garonne, des Hautes-Pyrénées et de l'Ariège. Exposée à un climat océanique altéré, elle est drainée par la Garonne, le canal de Saint-Martory, le Bernès, le ruisseau de Jounades, et par divers autres petits cours d'eau. La commune possède un patrimoine naturel remarquable : deux sites Natura 2000 (la « vallée de la Garonne de Boussens à Carbonne » et « Garonne, Ariège, Hers, Salat, Pique et Neste »), un espace protégé (« la Garonne, l'Ariège, l'Hers Vif et le Salat ») et quatre zones naturelles d'intérêt écologique, faunistique et floristique.
Martres-Tolosane est une commune rurale qui compte 2 388 habitants en 2022, après avoir connu une forte hausse de la population depuis 1975. Elle appartient à l'unité urbaine de Martres-Tolosane et fait partie de l'aire d'attraction de Toulouse. Ses habitants sont appelés les Martrais ou  Martraises.
Sous l'Empire romain, la villa romaine de Chiragan y fut érigée. Elle est considérée comme une des villas les plus importantes d'Europe, et dont les bustes découverts sont visible au musée Saint-Raymond de Toulouse.
Depuis le XVIIIe siècle, Martres-Tolosane est surtout connue pour ses faïenceries, dont les pièces et les décors peints sont réalisés à la main, ces techniques ancestrales de fabrication étant encore conservées de nos jours.
Le patrimoine architectural de la commune comprend trois  immeubles protégés au titre des monuments historiques : l'église Saint-Vidian, inscrite en 1926, la villa romaine de Chiragan, inscrite en 1998, et le château de Thèbe, inscrit en  1994 puis en 1995.

## Géographie

### Localisation
La commune de Martres-Tolosane se trouve dans le département de la Haute-Garonne, en région Occitanie.
Elle se situe à 57 km à vol d'oiseau de Toulouse, préfecture du département, à 39 km de Muret, sous-préfecture, et à 6 km de Cazères, bureau centralisateur du canton de Cazères dont dépend la commune depuis 2015 pour les élections départementales.
La commune est par ailleurs ville-centre du bassin de vie de Martres-Tolosane.
Les communes les plus proches sont : 
Mauran (2,0 km), Montclar-de-Comminges (2,6 km), Sana (3,2 km), Boussens (4,0 km), Marignac-Laspeyres (4,1 km), Lescuns (4,7 km), Palaminy (4,8 km), Roquefort-sur-Garonne (4,9 km).
Sur le plan historique et culturel, Martres-Tolosane fait partie du pays de Comminges, correspondant à l’ancien comté de Comminges, circonscription de la province de Gascogne située sur les départements actuels du Gers, de la Haute-Garonne, des Hautes-Pyrénées et de l'Ariège.
Martres-Tolosane est limitrophe de neuf autres communes.
Les communes limitrophes sont Terrebasse, Boussens, Le Fréchet, Marignac-Laspeyres, Mauran, Mondavezan, Palaminy, Roquefort-sur-Garonne et Sana.
| Marignac-Laspeyres | Terrebasse, Sana      | Mondavezan |
| Le Fréchet         | Martres-Tolosane      | Palaminy   |
| Boussens           | Roquefort-sur-Garonne | Mauran     |

### Géologie et relief
La superficie de la commune est de 2 352 hectares ; son altitude varie de 236  à   488 mètres.

### Hydrographie

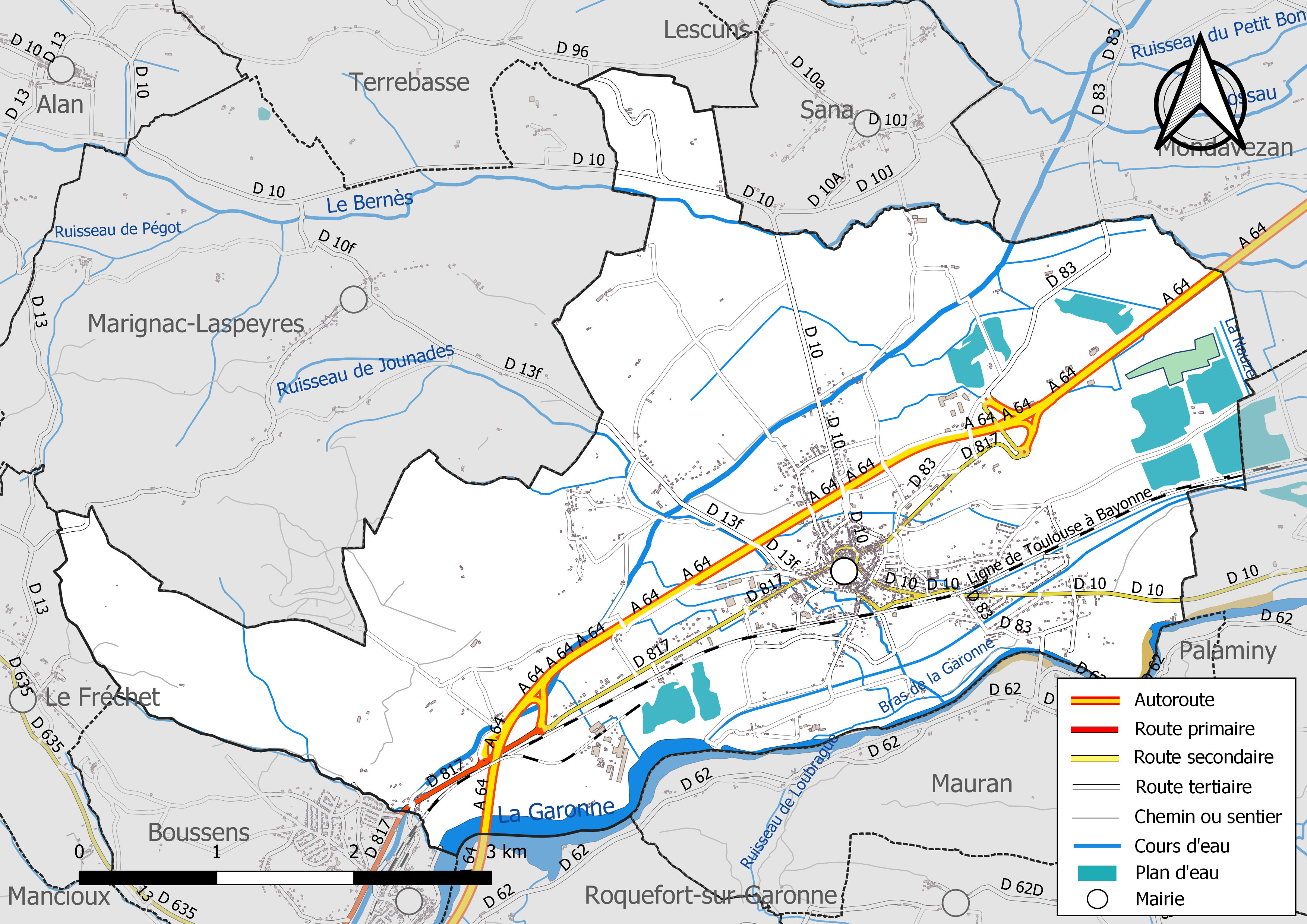
Réseaux hydrographique et routier de Martres-Tolosane.

La commune est dans le bassin de la Garonne, au sein du bassin hydrographique Adour-Garonne. Elle est drainée par la Garonne, le canal de Saint-Martory, le Bernès, le ruisseau de Jounades, un bras de la Garonne, la Nauze le ruisseau de Bourric et par divers petits cours d'eau, constituant un réseau hydrographique de 47 km de longueur totale,.
La Garonne est un fleuve principalement français prenant sa source en Espagne et qui coule sur 529 km avant de se jeter dans l’océan Atlantique.
Le canal de Saint-Martory, d'une longueur totale de 71,2 km, prend sa source dans la commune de Saint-Martory et s'écoule du sud-ouest vers le nord-est. Il traverse la commune et se jette dans la Garonne à Toulouse, après avoir traversé 19 communes.
Le Bernès, d'une longueur totale de 18,3 km, prend sa source dans la commune d'Aurignac et s'écoule d'ouest en est. Il traverse la commune et se jette dans la Garonne à Cazères, après avoir traversé 9 communes.

### Climat
Pour des articles plus généraux, voir Climat de l'Occitanie et Climat de la Haute-Garonne.
En 2010, le climat de la commune est de type climat océanique altéré, selon une étude s'appuyant sur une série de données couvrant la période 1971-2000. En 2020, Météo-France publie une typologie des climats de la France métropolitaine dans laquelle la commune est toujours exposée à un climat océanique altéré et est dans la région climatique Aquitaine, Gascogne, caractérisée par une pluviométrie abondante au printemps, modérée en automne, un faible ensoleillement au printemps, un été chaud (19,5 °C), des vents faibles, des brouillards fréquents en automne et en hiver et des orages fréquents en été (15 à 20 jours).
Pour la période 1971-2000, la température annuelle moyenne est de 12,7 °C, avec une amplitude thermique annuelle de 15,5 °C. Le cumul annuel moyen de précipitations est de 831 mm, avec 9,5 jours de précipitations en janvier et 6,2 jours en juillet. Pour la période 1991-2020, la température moyenne annuelle observée sur la station météorologique la plus proche, située sur la commune de Palaminy à 5 km à vol d'oiseau, est de 13,2 °C et le cumul annuel moyen de précipitations est de 715,2 mm,. Pour l'avenir, les paramètres climatiques de la commune estimés pour 2050 selon différents scénarios d'émission de gaz à effet de serre sont consultables sur un site dédié publié par Météo-France en novembre 2022.

### Milieux naturels et biodiversité

#### Espaces protégés
La protection réglementaire est le mode d’intervention le plus fort pour préserver des espaces naturels remarquables et leur biodiversité associée,.
Un  espace protégé est présent sur la commune : 
« la Garonne, l'Ariège, l'Hers Vif et le Salat », objet d'un arrêté de protection de biotope, d'une superficie de 1 658,7 ha.

#### Réseau Natura 2000

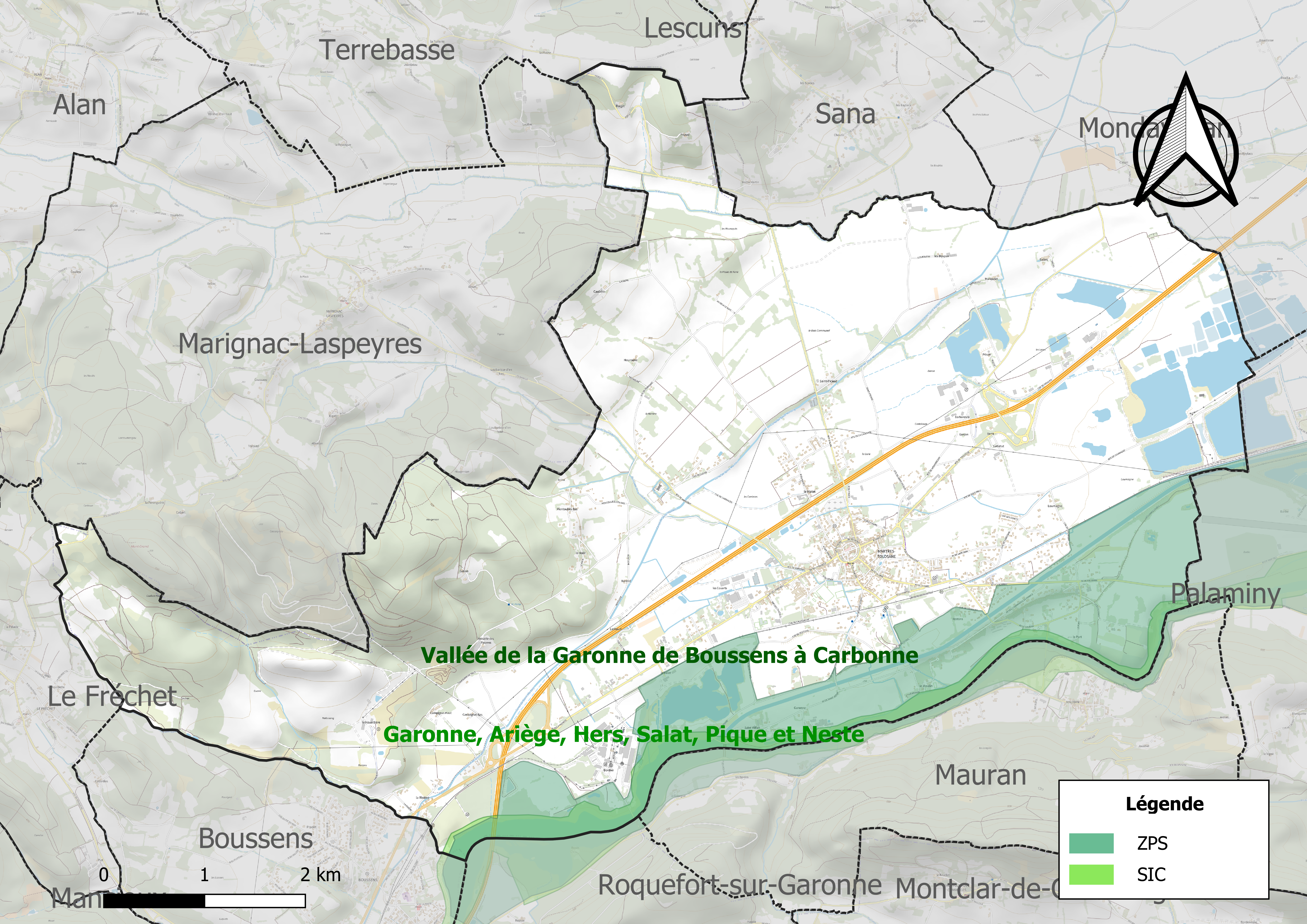
Site Natura 2000 sur le territoire communal.

Le réseau Natura 2000 est un réseau écologique européen de sites naturels d'intérêt écologique élaboré à partir des directives habitats et oiseaux, constitué de zones spéciales de conservation (ZSC) et de zones de protection spéciale (ZPS).
Un site Natura 2000 a été défini sur la commune au titre de la directive habitats.
- « Garonne, Ariège, Hers, Salat, Pique et Neste », d'une superficie de 9 581 ha, un réseau hydrographique pour les poissons migrateurs (zones de frayères actives et potentielles importantes pour le Saumon en particulier qui fait l'objet d'alevinages réguliers et dont des adultes atteignent déjà Foix sur l'Ariège[24]

et un au titre de la directive oiseaux : 
- la « vallée de la Garonne de Boussens à Carbonne », d'une superficie de 1 893 ha, hébergeant une avifaune bien représentée en diversité, mais en effectifs limités (en particulier, baisse des populations de plusieurs espèces de hérons). Trois espèces de hérons y nichent : Garde-bœufs, Bihoreau gris et Aigrette garzette[25].

#### Zones naturelles d'intérêt écologique, faunistique et floristique

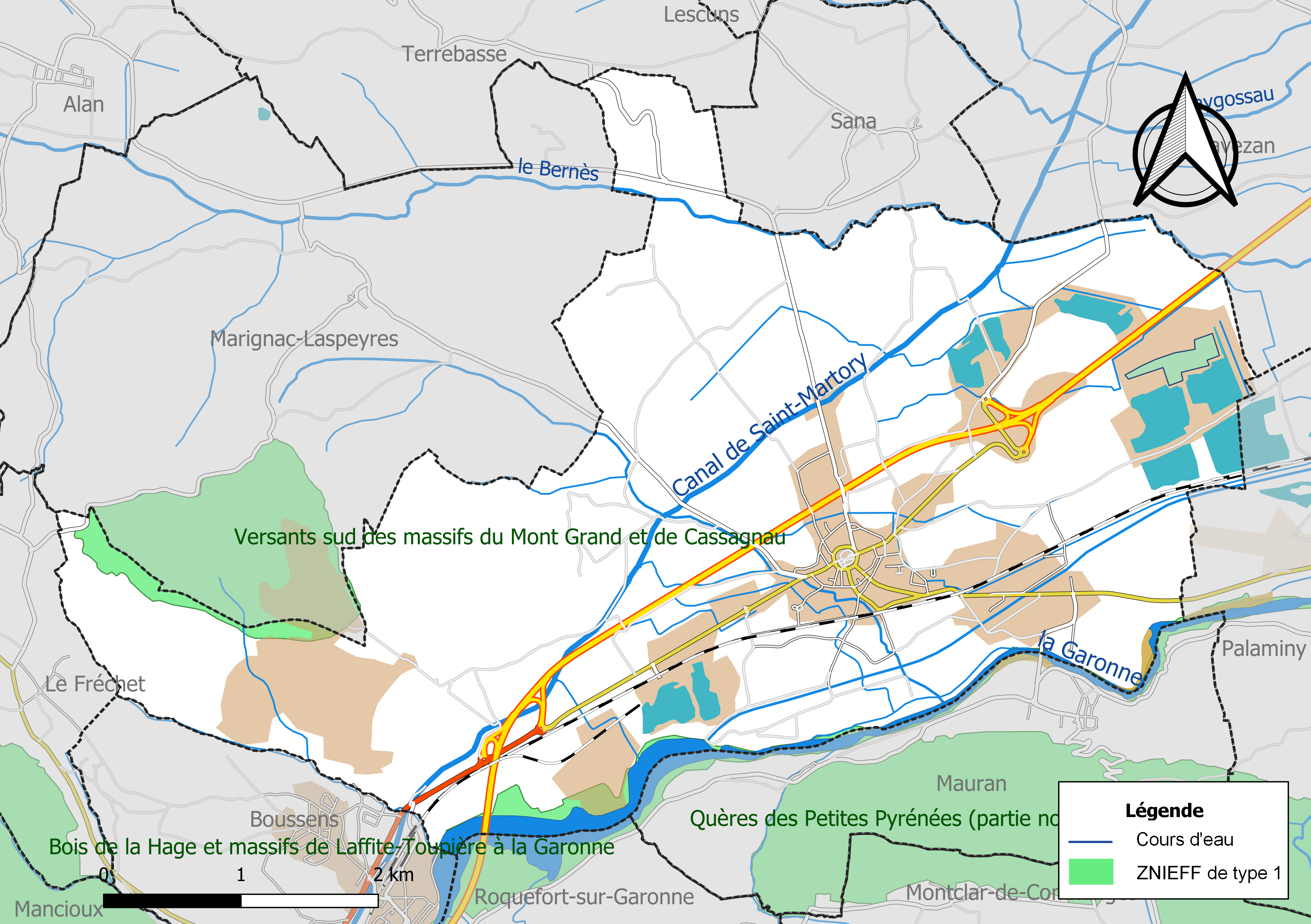
Carte des ZNIEFF de type 1 localisées sur la commune.

L’inventaire des zones naturelles d'intérêt écologique, faunistique et floristique (ZNIEFF) a pour objectif de réaliser une couverture des zones les plus intéressantes sur le plan écologique, essentiellement dans la perspective d’améliorer la connaissance du patrimoine naturel national et de fournir aux différents décideurs un outil d’aide à la prise en compte de l’environnement dans l’aménagement du territoire.
Deux ZNIEFF de type 1 sont recensées sur la commune :
« la Garonne de Montréjeau jusqu'à Lamagistère » (5 075 ha), couvrant 92 communes dont 63 dans la Haute-Garonne, trois en Lot-et-Garonne et 26 en Tarn-et-Garonne et 
les « versants sud des massifs du Mont Grand et de Cassagnau » (179 ha), couvrant 2 communes du département
et deux ZNIEFF de type 2, : 
- « la Garonne et milieux riverains, en aval de Montréjeau » (6 874 ha), couvrant 93 communes dont 64 dans la Haute-Garonne, trois en Lot-et-Garonne et 26 en Tarn-et-Garonne[29] ;
- les « Petites Pyrénées en rive gauche de la Garonne » (3 525 ha), couvrant 12 communes du département[30].

## Urbanisme

### Typologie
Au 1er janvier 2024, Martres-Tolosane est catégorisée bourg rural, selon la nouvelle grille communale de densité à sept niveaux définie par l'Insee en 2022.
Elle appartient à l'unité urbaine de Martres-Tolosane, une agglomération intra-départementale regroupant deux  communes, dont elle est ville-centre,,. Par ailleurs la commune fait partie de l'aire d'attraction de Toulouse, dont elle est une commune de la couronne,. Cette aire, qui regroupe 527 communes, est catégorisée dans les aires de 700 000 habitants ou plus (hors Paris),.

### Occupation des sols
L'occupation des sols de la commune, telle qu'elle ressort de la base de données européenne d’occupation biophysique des sols Corine Land Cover (CLC), est marquée par l'importance des territoires agricoles (59,5 % en 2018), en diminution par rapport à 1990 (73 %). La répartition détaillée en 2018 est la suivante : 
zones agricoles hétérogènes (24,7 %), terres arables (24 %), forêts (15,8 %), prairies (10,8 %), eaux continentales (9,1 %), zones urbanisées (8,4 %), mines, décharges et chantiers (4 %), zones industrielles ou commerciales et réseaux de communication (3,3 %). L'évolution de l’occupation des sols de la commune et de ses infrastructures peut être observée sur les différentes représentations cartographiques du territoire : la carte de Cassini (XVIIIe siècle), la carte d'état-major (1820-1866) et les cartes ou photos aériennes de l'IGN pour la période actuelle (1950 à aujourd'hui).

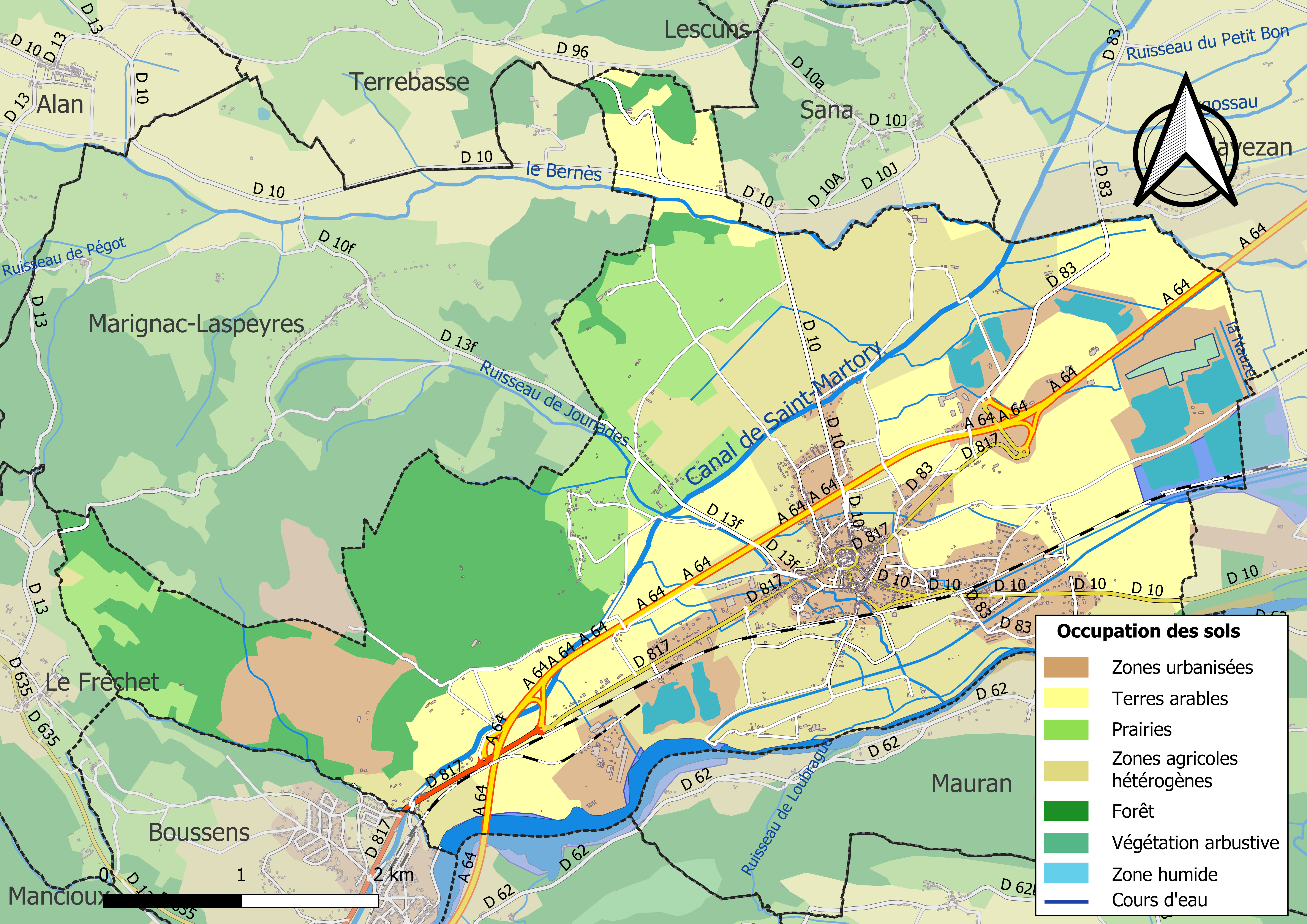
Carte des infrastructures et de l'occupation des sols de la commune en 2018 (CLC).

### Voies de communication et transports
Accès par la route nationale 117 ou l'autoroute A64 (sortie  22).
La ligne 379 du réseau Arc-en-Ciel relie la commune au centre-ville de Saint-Gaudens depuis Lavelanet-de-Comminges, et la ligne 452 du réseau liO relie la commune à la gare routière de Toulouse et à Saint-Girons.
La commune compte une gare sur son territoire, la gare de Martres-Tolosane, desservie par des TER Occitanie effectuant des liaisons entre Toulouse-Matabiau, Boussens, Tarbes et Pau.

### Risques majeurs
Le territoire de la commune de Martres-Tolosane est vulnérable à différents aléas naturels : météorologiques (tempête, orage, neige, grand froid, canicule ou sécheresse), inondations, feux de forêts et séisme (sismicité faible). Il est également exposé à un risque technologique, la rupture d'un barrage. Un site publié par le BRGM permet d'évaluer simplement et rapidement les risques d'un bien localisé soit par son adresse soit par le numéro de sa parcelle.

#### Risques naturels
Certaines parties du territoire communal sont susceptibles d’être affectées par le risque d’inondation par débordement de cours d'eau, notamment le canal de Saint-Martory et le Bernès. La commune a été reconnue en état de catastrophe naturelle au titre des dommages causés par les inondations et coulées de boue survenues en 1982, 1999, 2009 et 2022,.
Un plan départemental de protection des forêts contre les incendies a été approuvé par arrêté préfectoral du 25 septembre 2006. Martres-Tolosane est exposée au risque de feu de forêt du fait de la présence sur son territoire du massif des Petites Pyrénées. Il est ainsi défendu aux propriétaires de la commune et à leurs ayants droit de porter ou d’allumer du feu dans l'intérieur et à une distance de 200 mètres des bois, forêts, plantations, reboisements ainsi que des landes. L’écobuage est également interdit, ainsi que les feux de type méchouis et barbecues, à l’exception de ceux prévus dans des installations fixes (non situées sous couvert d'arbres) constituant une dépendance d'habitation,

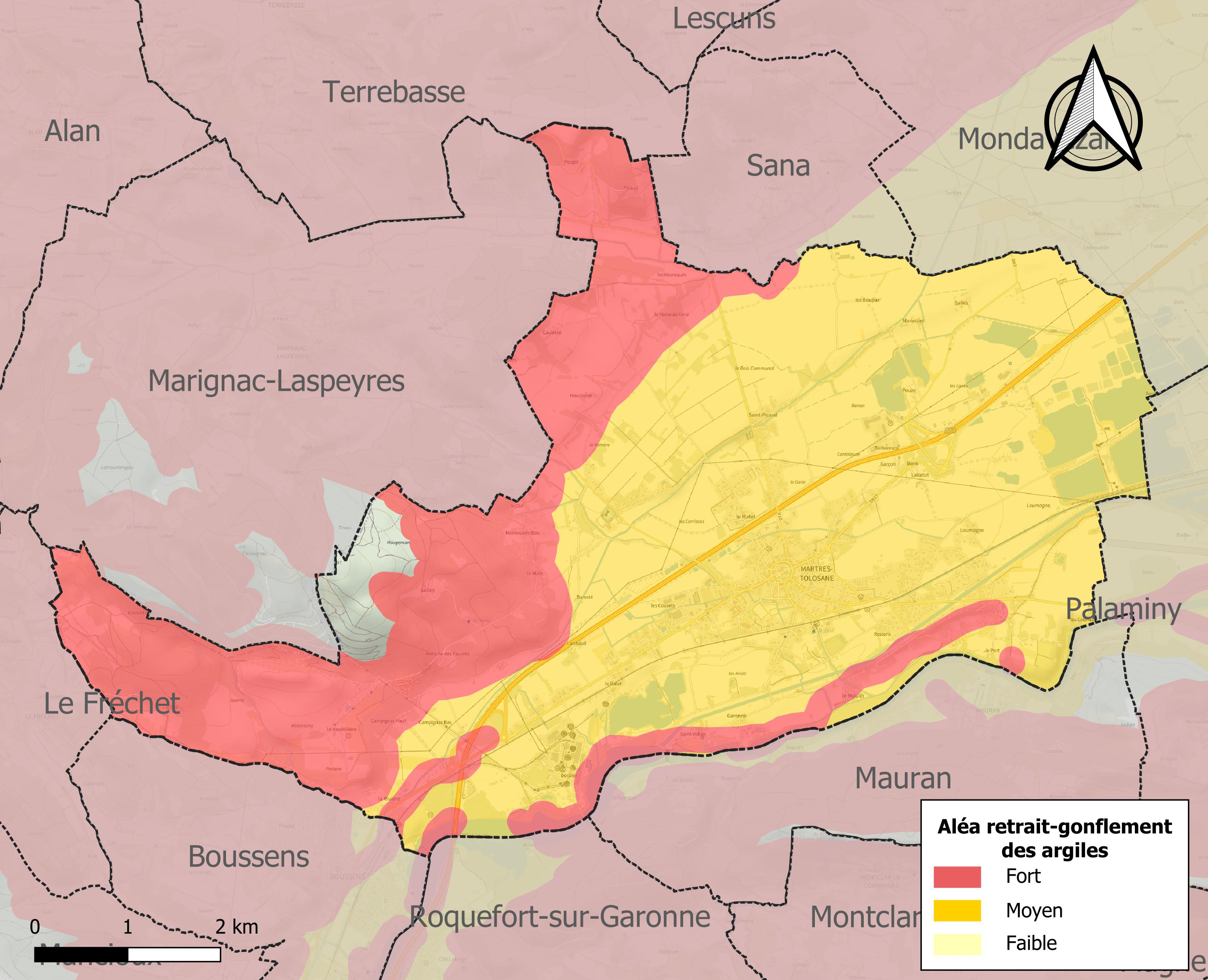
Carte des zones d'aléa retrait-gonflement des sols argileux de Martres-Tolosane.

Le retrait-gonflement des sols argileux est susceptible d'engendrer des dommages importants aux bâtiments en cas d’alternance de périodes de sécheresse et de pluie. 97,8 % de la superficie communale est en aléa moyen ou fort (88,8 % au niveau départemental et 48,5 % au niveau national). Sur les 1 054 bâtiments dénombrés sur la commune en 2019, 1 054 sont en aléa moyen ou fort, soit 100 %, à comparer aux 98 % au niveau départemental et 54 % au niveau national. Une cartographie de l'exposition du territoire national au retrait gonflement des sols argileux est disponible sur le site du BRGM,.
Par ailleurs, afin de mieux appréhender le risque d’affaissement de terrain, l'inventaire national des cavités souterraines permet de localiser celles situées sur la commune.
Concernant les mouvements de terrains, la commune a été reconnue en état de catastrophe naturelle au titre des dommages causés par la sécheresse en 1989 et 2003 et par des mouvements de terrain en 1999.

#### Risques technologiques
La commune est en outre située en aval des barrages du Portillon, de Cap de Long (Hautes-Pyrénées) et de l'Oule (Hautes-Pyrénées). À ce titre elle est susceptible d’être touchée par l’onde de submersion consécutive à la rupture d'un de ces ouvrages.

## Toponymie
Ancienne nécropole paléochrétienne. Le nom Martres vient du latin martyrum (lui-même issu du grec μάρτυρος, témoin). Ce toponyme, dans la majorité des cas, désignait un cimetière antique ou barbare.

## Histoire

Buste romain (IIe siècle-IIIe siècle) découvert à Chiragan en 1826.

- À l'époque gallo-romaine, une immense et somptueuse villa s'élevait au lieu-dit « Chiragan ». Il s'agit d'une des villae les plus grandes de tout l'Empire romain. Les fouilles pratiquées sur ce site ont livré des sculptures en marbre tout à fait exceptionnelles qui font la fierté du Musée Saint-Raymond de Toulouse.
- Ancienne nécropole paléochrétienne.
- Lieu de bataille contre les Sarrasins encore reconstituée de nos jours à la Sainte Trinité communément appelée bataille de Saint Vidian[42]. Selon la légende, il aurait lancé son épée alors qu'il succombait, celle-ci ayant, en se plantant fait jaillir de l'eau créant ainsi la source portant son nom[43].

À partir du Moyen Âge jusqu'à sa disparition en 1790 pendant la Révolution française, Martres-Tolosane faisait partie du diocèse de Rieux.
- Ancien chemin vers Saint-Jacques-de-Compostelle via Saint-Bertrand-de-Comminges.

Pendant la Seconde Guerre mondiale, des exécutions et massacres eurent lieu le 10 juin 1944 ; ils furent commis par des éléments de la 2e panzerdivision SS Das Reich. D'autres assassinats eurent lieu les 8 et 18 août 1944.

## Politique et administration

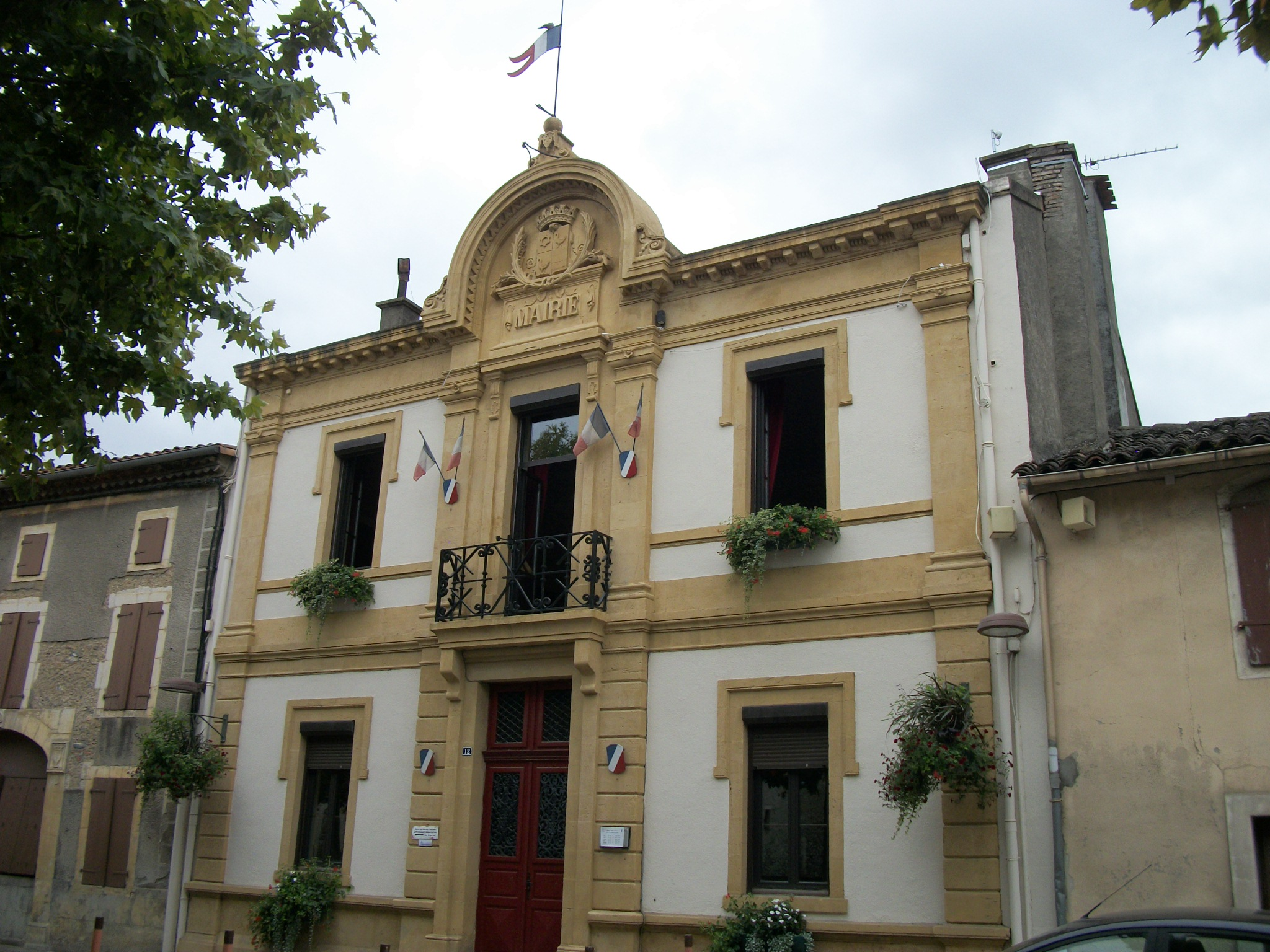
La mairie.

### Administration municipale
Le nombre d'habitants au recensement de 2017 étant compris entre 1 500 et 2 499, le nombre de membres du conseil municipal pour l'élection de 2020 est donc de dix neuf,.

### Rattachements administratifs et électoraux
La commune fait partie de la huitième circonscription de la Haute-Garonne, de la communauté de communes Cœur de Garonne et du canton de Cazères. Avant le 1er janvier 2017, elle faisait partie de la communauté de communes du canton de Cazères.

### Jumelages
| Martres-Tolosane Modra Naval (Huesca) |

- Modra (Slovaquie)
- Naval (Huesca) (Espagne)

## Population et société

### Démographie
L'évolution du nombre d'habitants est connue à travers les recensements de la population effectués dans la commune depuis 1793. Pour les communes de moins de 10 000 habitants, une enquête de recensement portant sur toute la population est réalisée tous les cinq ans, les populations de référence des années intermédiaires étant quant à elles estimées par interpolation ou extrapolation. Pour la commune, le premier recensement exhaustif entrant dans le cadre du nouveau dispositif a été réalisé en 2006.

En 2022, la commune comptait 2 388 habitants, en évolution de +0,8 % par rapport à 2016 (Haute-Garonne : +8,02 %, France hors Mayotte : +2,11 %).
| 1793  | 1800  | 1806  | 1821  | 1831  | 1836  | 1841  | 1846  | 1851  |
| ----- | ----- | ----- | ----- | ----- | ----- | ----- | ----- | ----- |
| 1 022 | 1 061 | 1 249 | 1 373 | 1 550 | 1 646 | 1 692 | 1 841 | 1 887 |

| 1856  | 1861  | 1866  | 1872  | 1876  | 1881  | 1886  | 1891  | 1896  |
| ----- | ----- | ----- | ----- | ----- | ----- | ----- | ----- | ----- |
| 1 851 | 1 871 | 1 950 | 1 730 | 1 679 | 1 700 | 1 783 | 1 734 | 1 769 |

| 1901  | 1906  | 1911  | 1921  | 1926  | 1931  | 1936  | 1946  | 1954  |
| ----- | ----- | ----- | ----- | ----- | ----- | ----- | ----- | ----- |
| 1 621 | 1 562 | 1 565 | 1 381 | 1 430 | 1 266 | 1 266 | 1 565 | 1 809 |

| 1962  | 1968  | 1975  | 1982  | 1990  | 1999  | 2006  | 2011  | 2016  |
| ----- | ----- | ----- | ----- | ----- | ----- | ----- | ----- | ----- |
| 1 884 | 2 024 | 1 909 | 1 925 | 1 929 | 1 687 | 2 054 | 2 226 | 2 369 |

| 2021  | 2022  | - | - | - | - | - | - | - |
| ----- | ----- | - | - | - | - | - | - | - |
| 2 397 | 2 388 | - | - | - | - | - | - | - |

| selon la population municipale des années : | 1968 | 1975 | 1982 | 1990 | 1999 | 2006 | 2009 | 2013 |
| Rang de la commune dans le département      | 27   | 50   | 65   | 76   | 93   | 89   | 90   | 94   |
| Nombre de communes du département           | 592  | 582  | 586  | 588  | 588  | 588  | 589  | 589  |

### Enseignement
Martres-Tolosane fait partie de l'académie de Toulouse.
L'éducation est assurée par le groupe scolaire Jean de La Fontaine : maternelle et primaire.

### Santé
Maison de retraite type EHPAD.

### Culture et festivité
- Salon des arts du Feu : week-end du 1er novembre
- Reconstitution historique (selon la légende) de la bataille de Saint-Vidian tous les ans le dimanche de la sainte Trinité[61],[62].
- Le roman de Georges-Patrick Gleize  " La fille de la fabrique", publié en 2013 aux Éditions Calmann-Levy et en 2021 édition poche chez De Borée, se passe à Martres-Tolosane dans le monde des faïenciers.

### Activités sportives
- Pêche, circuit moto-cross et de quads, tennis, football, pétanque, boxe

### Écologie et recyclage
La collecte et le traitement des déchets des ménages et des déchets assimilés ainsi que la protection et la mise en valeur de l'environnement se font dans le cadre de la communauté de communes du canton de Cazères.
Une déchèterie intercommunale gérée par la communauté de communes est présente sur la commune de Mondavezan.

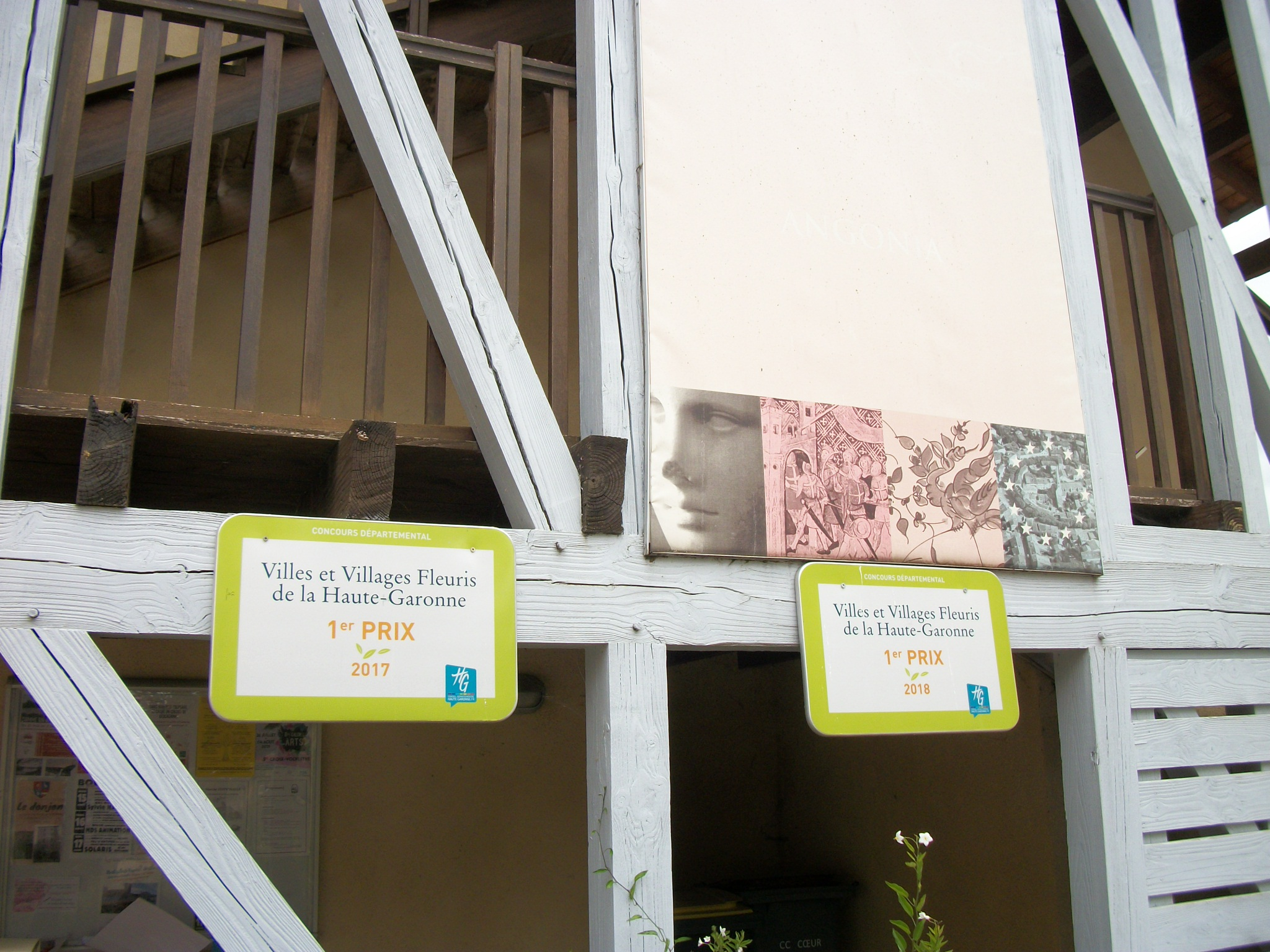
Martres-Tolosane a obtenu le 1er Prix en 2017 et 2018 au concours des villes et villages fleuris de la Haute-Garonne

#### Village Fleuri
Martres-Tolosane a obtenu le 1er Prix en 2017 et 2018 au concours des villes et villages fleuris de la Haute-Garonne.

## Économie

### Revenus
En 2018  (données Insee publiées en septembre 2021), la commune compte 1 067 ménages fiscaux, regroupant 2 362 personnes. La médiane du revenu disponible par unité de consommation est de 19 750 € (23 140 € dans le département). 40 % des ménages fiscaux sont imposés (55,3 % dans le département).

### Emploi
|                | 2008  | 2013   | 2018   |
| -------------- | ----- | ------ | ------ |
| Commune        | 8,4 % | 10,7 % | 13,8 % |
| Département    | 7,7 % | 9,6 %  | 9,3 %  |
| France entière | 8,3 % | 10 %   | 10 %   |

En 2018, la population âgée de 15 à 64 ans s'élève à 1 348 personnes, parmi lesquelles on compte 74,7 % d'actifs (61 % ayant un emploi et 13,8 % de chômeurs) et 25,3 % d'inactifs,. Depuis 2008, le taux de chômage communal (au sens du recensement) des 15-64 ans est supérieur à celui de la France et du département.
La commune fait partie de la couronne de l'aire d'attraction de Toulouse, du fait qu'au moins 15 % des actifs travaillent dans le pôle,. Elle compte 871 emplois en 2018, contre 882 en 2013 et 962 en 2008. Le nombre d'actifs ayant un emploi résidant dans la commune est de 834, soit un indicateur de concentration d'emploi de 104,5 % et un taux d'activité parmi les 15 ans ou plus de 53,1 %.
Sur ces 834 actifs de 15 ans ou plus ayant un emploi, 278 travaillent dans la commune, soit 33 % des habitants. Pour se rendre au travail, 84,7 % des habitants utilisent un véhicule personnel ou de fonction à quatre roues, 4,5 % les transports en commun, 6,1 % s'y rendent en deux-roues, à vélo ou à pied et 4,7 % n'ont pas besoin de transport (travail au domicile).

### Activités hors agriculture

#### Secteurs d'activités
217 établissements sont implantés  à Martres-Tolosane au 31 décembre 2019. Le tableau ci-dessous en détaille le nombre par secteur d'activité et compare les ratios avec ceux du département,.
| Secteur d'activité                                                                                        | Commune | Commune | Département |
| Secteur d'activité                                                                                        | Nombre  | %       | %           |
| --- | ------- | ------- | ----------- |
| Ensemble                                                                                                  | 217     | 100 %   | (100 %)     |
| Industrie manufacturière, industries extractives et autres                                                | 25      | 11,5 %  | (5,7 %)     |
| Construction                                                                                              | 32      | 14,7 %  | (12 %)      |
| Commerce de gros et de détail, transports, hébergement et restauration                                    | 73      | 33,6 %  | (25,9 %)    |
| Information et communication                                                                              | 5       | 2,3 %   | (4,1 %)     |
| Activités financières et d'assurance                                                                      | 3       | 1,4 %   | (3,8 %)     |
| Activités immobilières                                                                                    | 10      | 4,6 %   | (4,2 %)     |
| Activités spécialisées, scientifiques et techniques et activités de services administratifs et de soutien | 15      | 6,9 %   | (19,8 %)    |
| Administration publique, enseignement, santé humaine et action sociale                                    | 33      | 15,2 %  | (16,6 %)    |
| Autres activités de services                                                                              | 21      | 9,7 %   | (7,9 %)     |

Le secteur du commerce de gros et de détail, des transports, de l'hébergement et de la restauration est prépondérant sur la commune puisqu'il représente 33,6 % du nombre total d'établissements de la commune (73 sur les 217 entreprises implantées  à Martres-Tolosane), contre 25,9 % au niveau départemental.

#### Entreprises et commerces
Les cinq entreprises ayant leur siège social sur le territoire communal qui génèrent le plus de chiffre d'affaires en 2020 sont : 
- Steel Electronique, fabrication de cartes électroniques assemblées (6 002 k€)
- SARL Des Etablissements Dinnat, commerces de détail de charbons et combustibles (4 639 k€)
- Biscuiterie Vital, fabrication de biscuits, biscottes et pâtisseries de conservation (3 789 k€). L'entreprise a été créée en 1836 par Jacques et Jeanne-Marie Vital[66].
- Sud Pompage, location et location-bail de machines et équipements pour la construction (3 508 k€)
- SARL Carrosserie Assistance Togue, entretien et réparation de véhicules automobiles légers (1 167 k€)
- Il y a cinq faïenceries d'arts sur la commune en 2020[67].

- Barrage hydroélectrique sur la Garonne.
- Cimenterie du groupe Lafarge SA et sa carrière.
- Gravière

### Agriculture
La commune est dans « les Vallées », une petite région agricole consacrée à la polyculture sur les plaines et terrasses alluviales qui s’étendent de part et d’autre des sillons marqués par la Garonne et l’Ariège. En 2020, l'orientation technico-économique de l'agriculture  sur la commune est la polyculture et/ou le polyélevage.
|               | 1988  | 2000  | 2010  | 2020  |
| ------------- | ----- | ----- | ----- | ----- |
| Exploitations | 41    | 32    | 19    | 18    |
| SAU (ha)      | 1 240 | 1 318 | 1 360 | 1 283 |

Le nombre d'exploitations agricoles en activité et ayant leur siège dans la commune est passé de 41 lors du recensement agricole de 1988  à 32 en 2000 puis à 19 en 2010 et enfin à 18 en 2020, soit une baisse de 56 % en 32 ans. Le même mouvement est observé à l'échelle du département qui a perdu pendant cette période 57 % de ses exploitations,. La surface agricole utilisée sur la commune a quant à elle augmenté, passant de 1 240 ha en 1988 à 1 283 ha en 2020. Parallèlement la surface agricole utilisée moyenne par exploitation a augmenté, passant de 30 à 71 ha.

## Culture locale et patrimoine

### Lieux et monuments
- Église Saint-Vidian, à voir de nombreux sarcophages en marbre.
- Fête de la Trinité reconstituant la bataille contre les Sarrasins[72].
- Lac de Saint-Vidian[73].
- Fontaine de Saint-Vidian.
- Faïencerie de Martres-Tolosane.
- Le Grand Presbytère (centre d'art), a été inauguré le 12 septembre 2015 en présence de Manuel Valls (Premier ministre), Sylvia Pinel (ministre de la Ville), Najat Vallaud-Belkacem (ministre de l'Éducation Nationale), Martin Malvy (président du Conseil Régional de Midi-Pyrénées), Jean-Michel Baylet, Philippe Martin, élus du Comminges, invités par la députée et ancienne ministre Carole Delga[74].
- Office du tourisme - Angonia[75].
- Donjon du début du XIIIe siècle.
- Musée archéologique qui rassemble l'ensemble des objets retrouvés sur le site de la Villa romaine de Chiragan.
- Monuments aux morts de Carlo Sarrabezolles.
- Château Saint-Roch.
- Ancien lavoir.
- Halle aux grains.

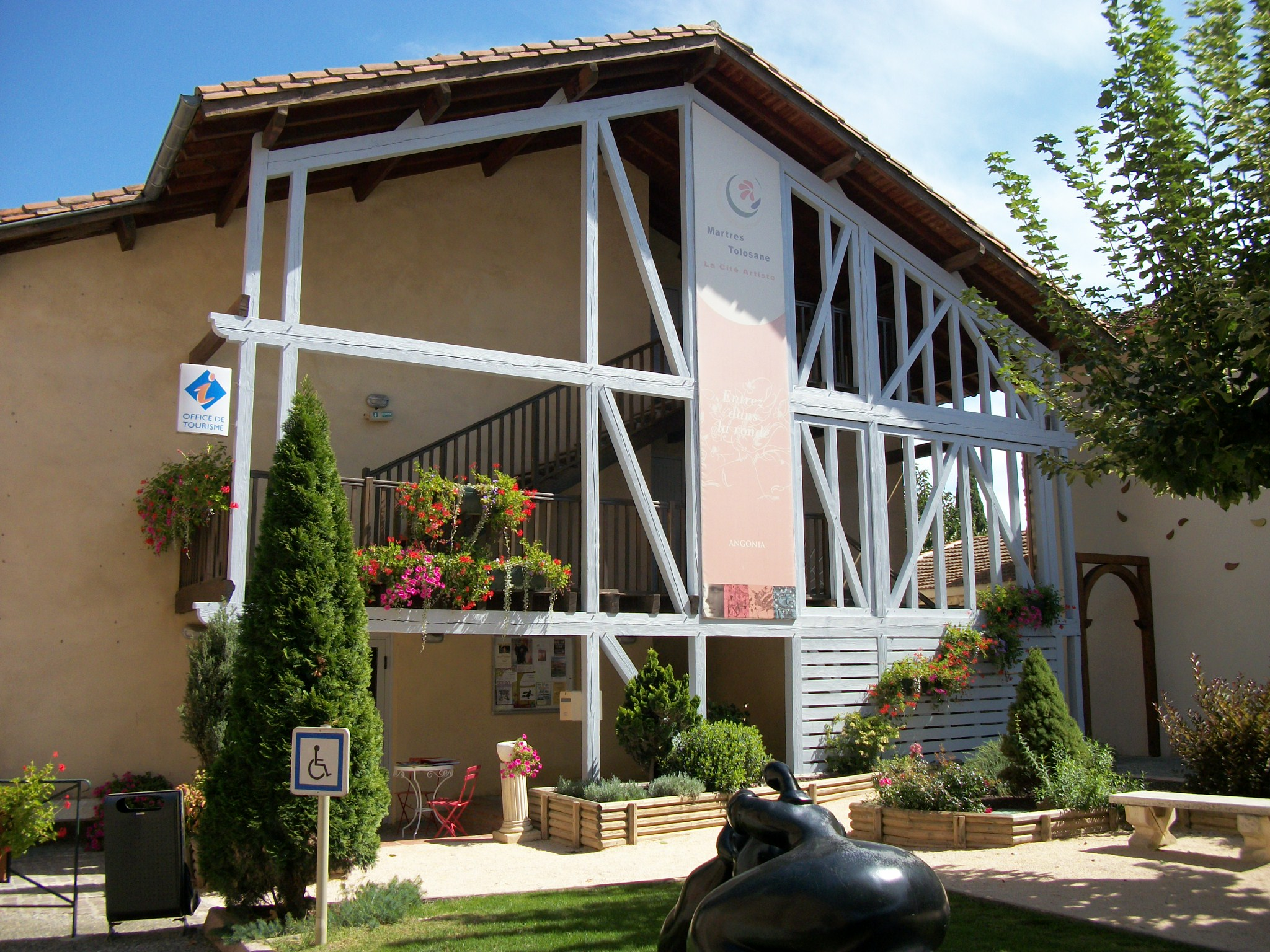
Office du Tourisme Angonia
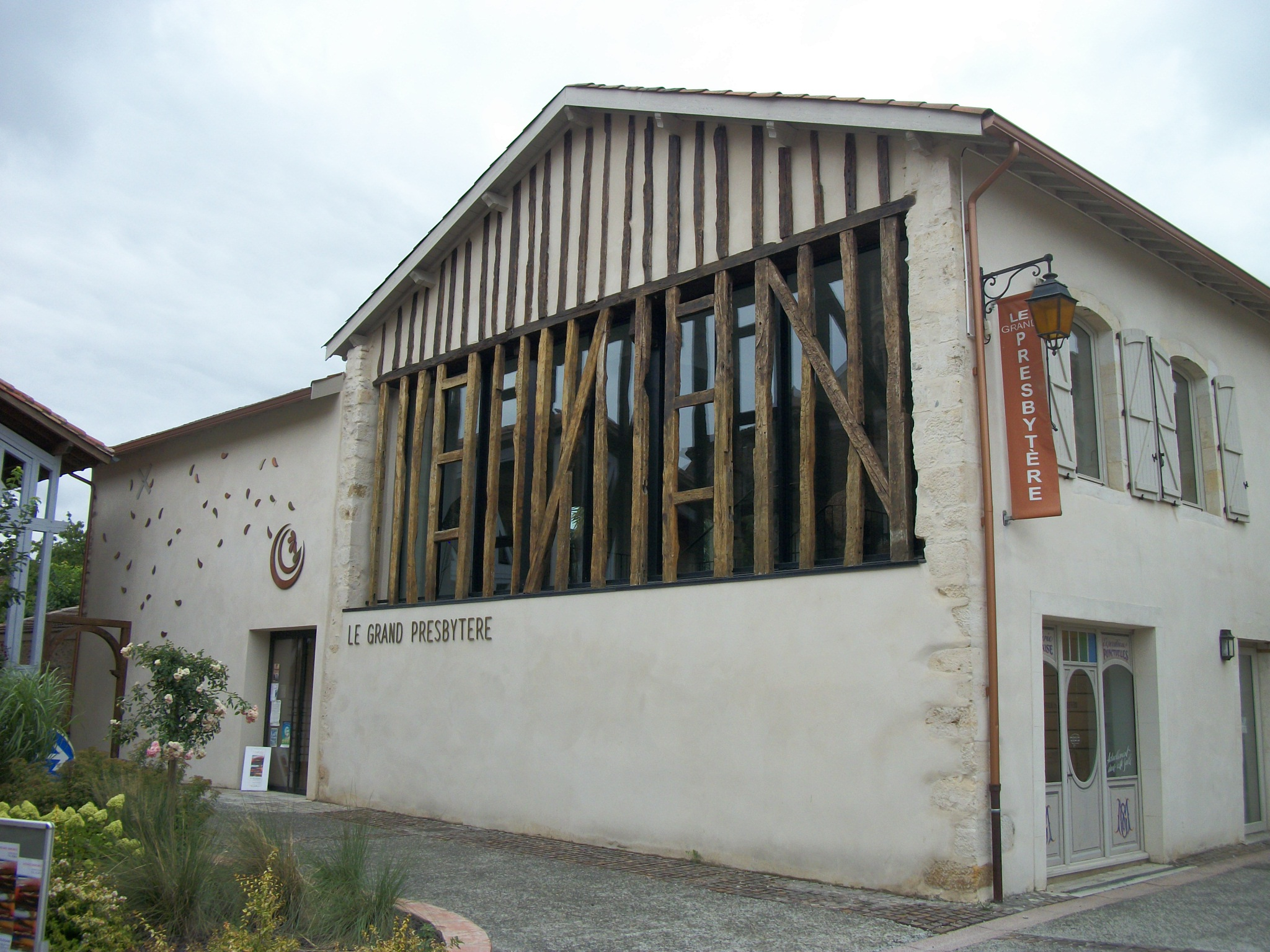
Le Grand Presbytère
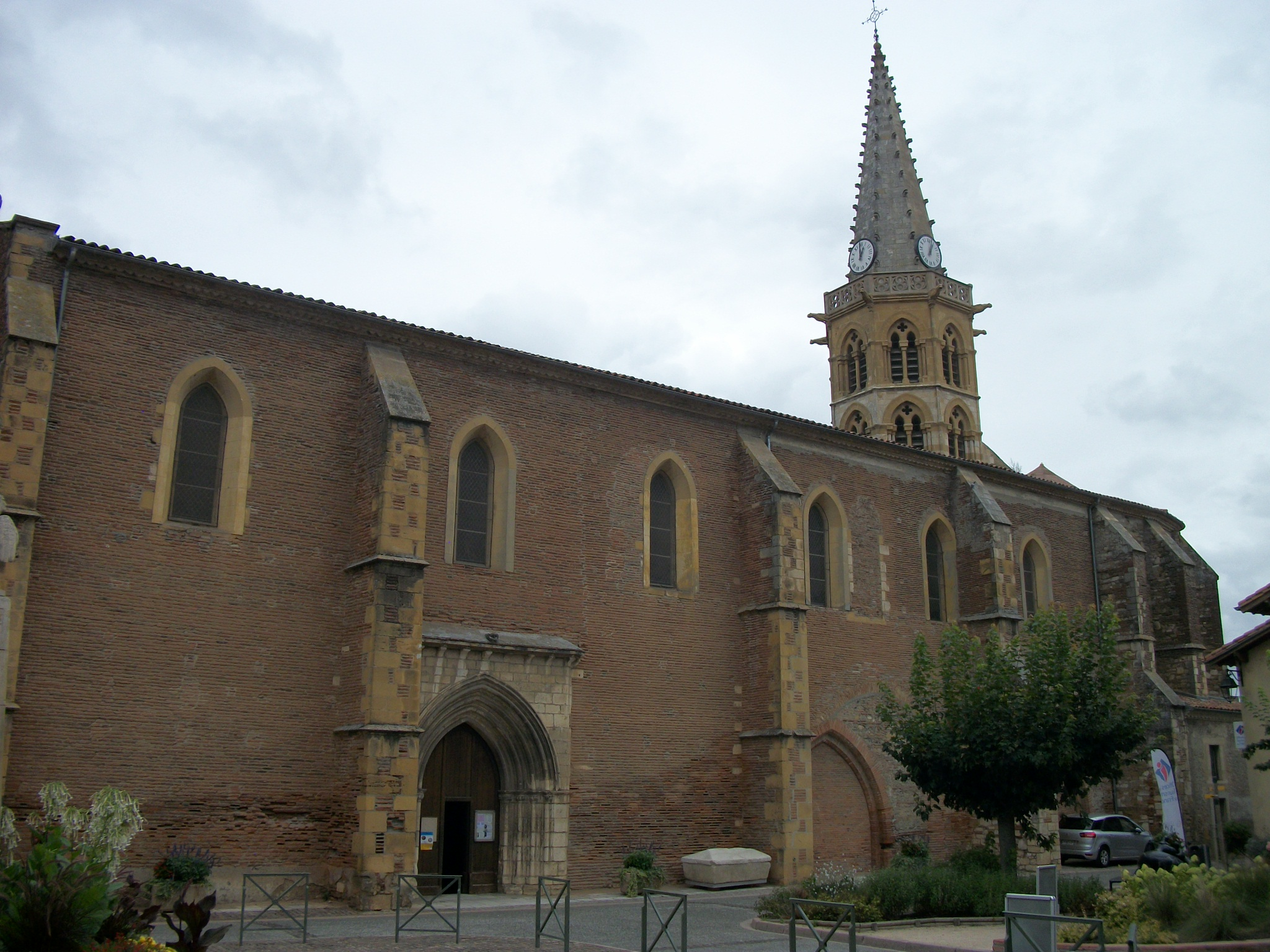
L'église gothique Saint-Vidian
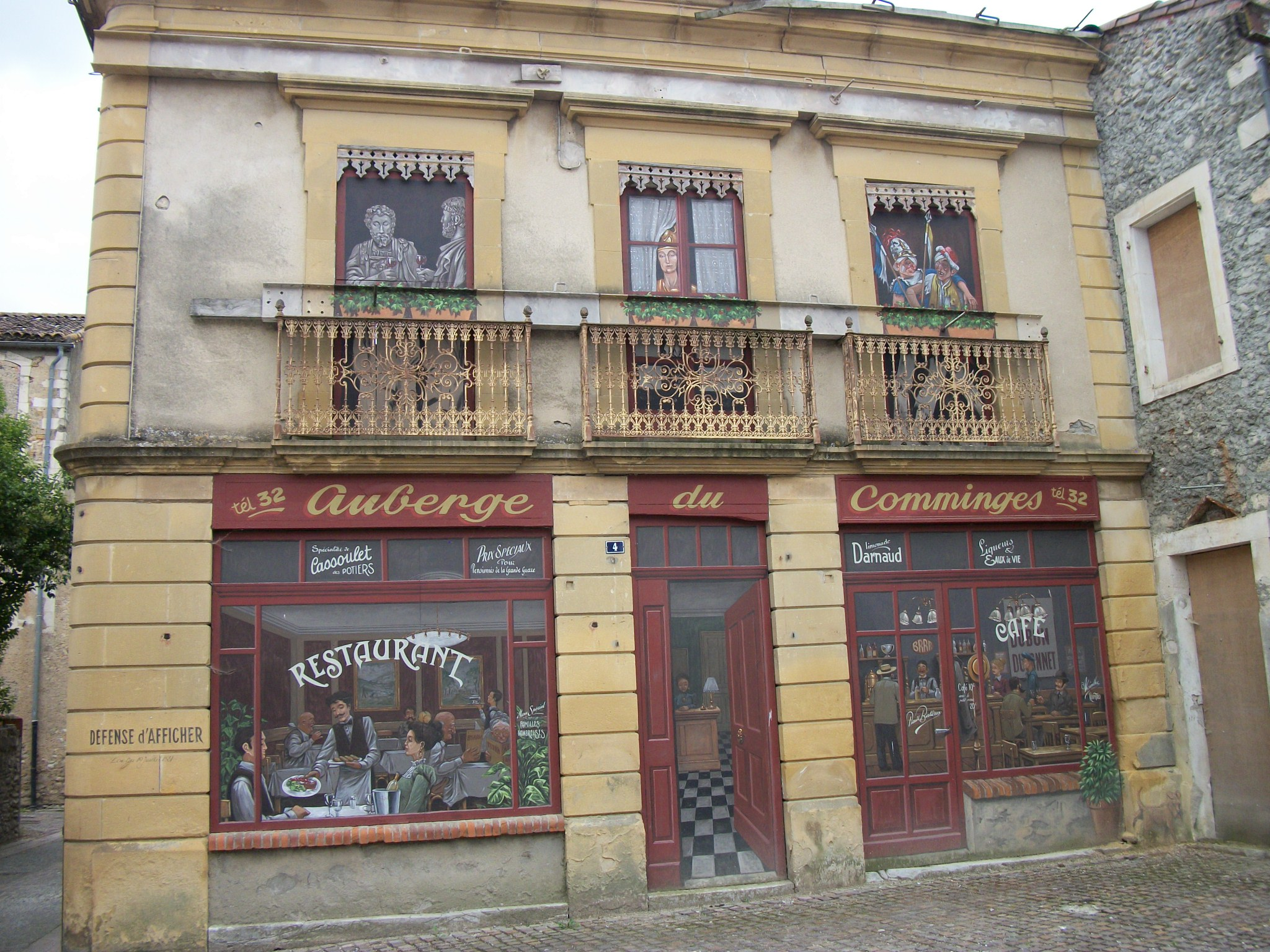
Maison décorée en auberge du Comminges
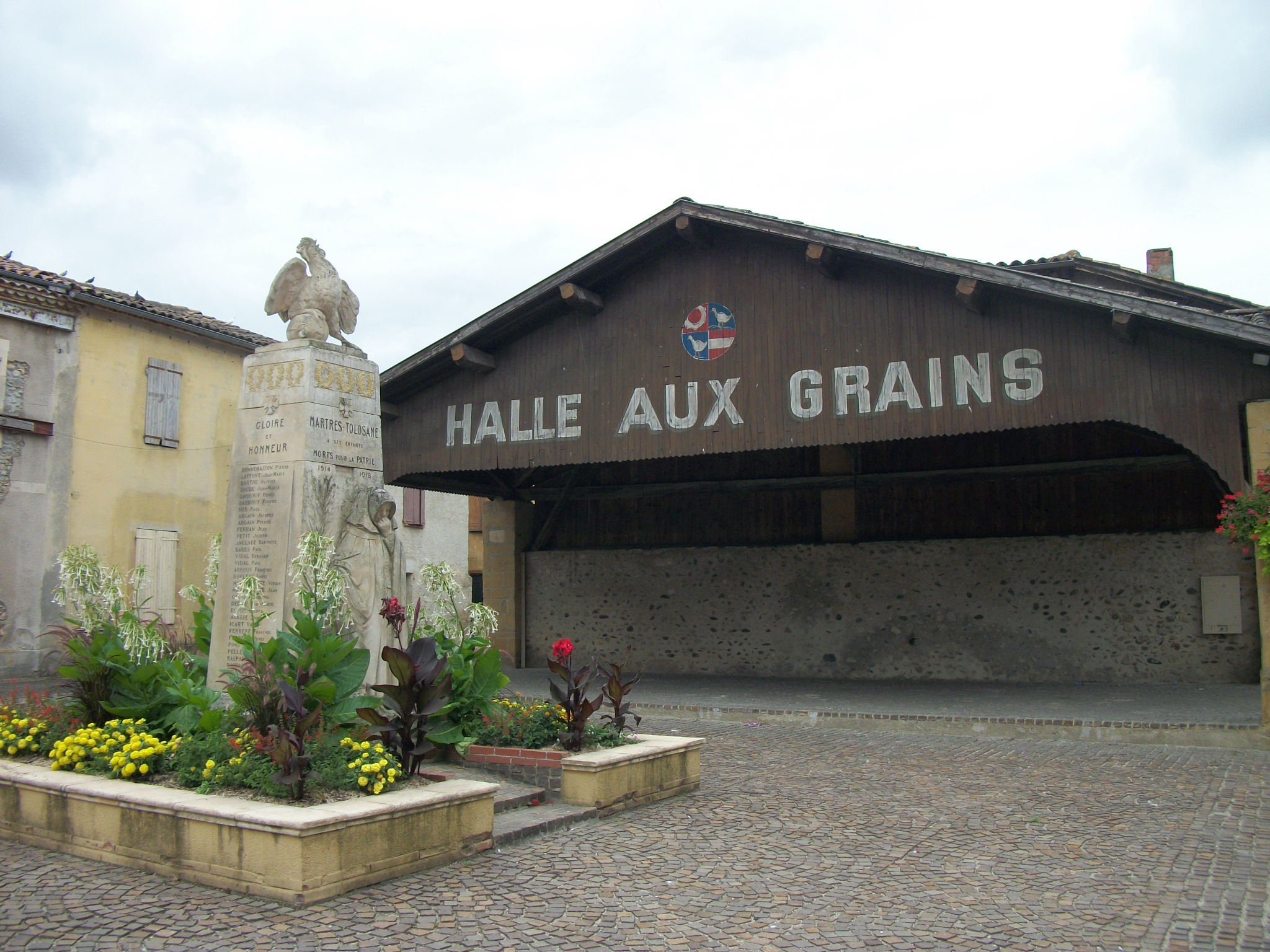
Halle aux grains et monument aux morts
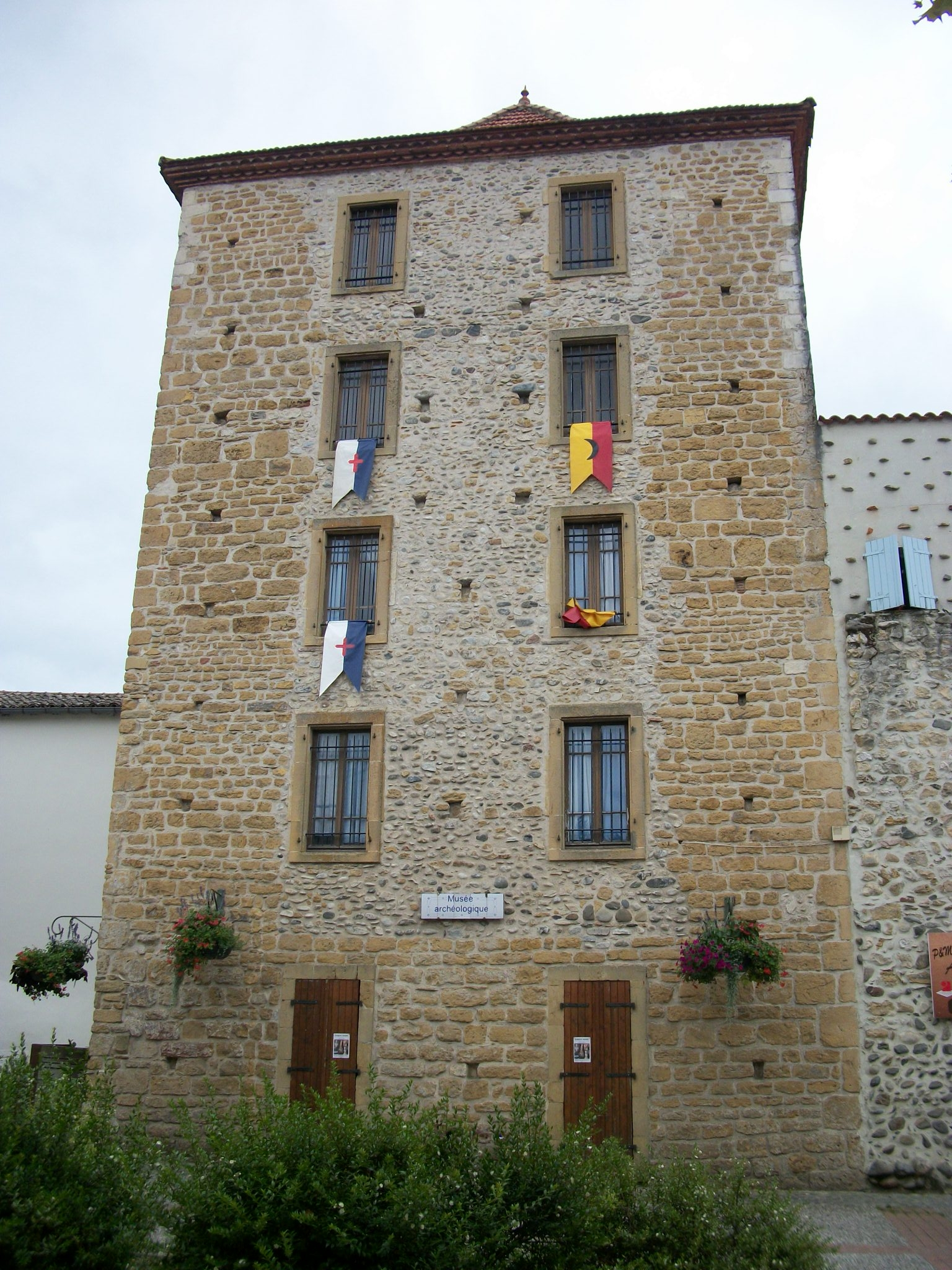
Musée archéologique
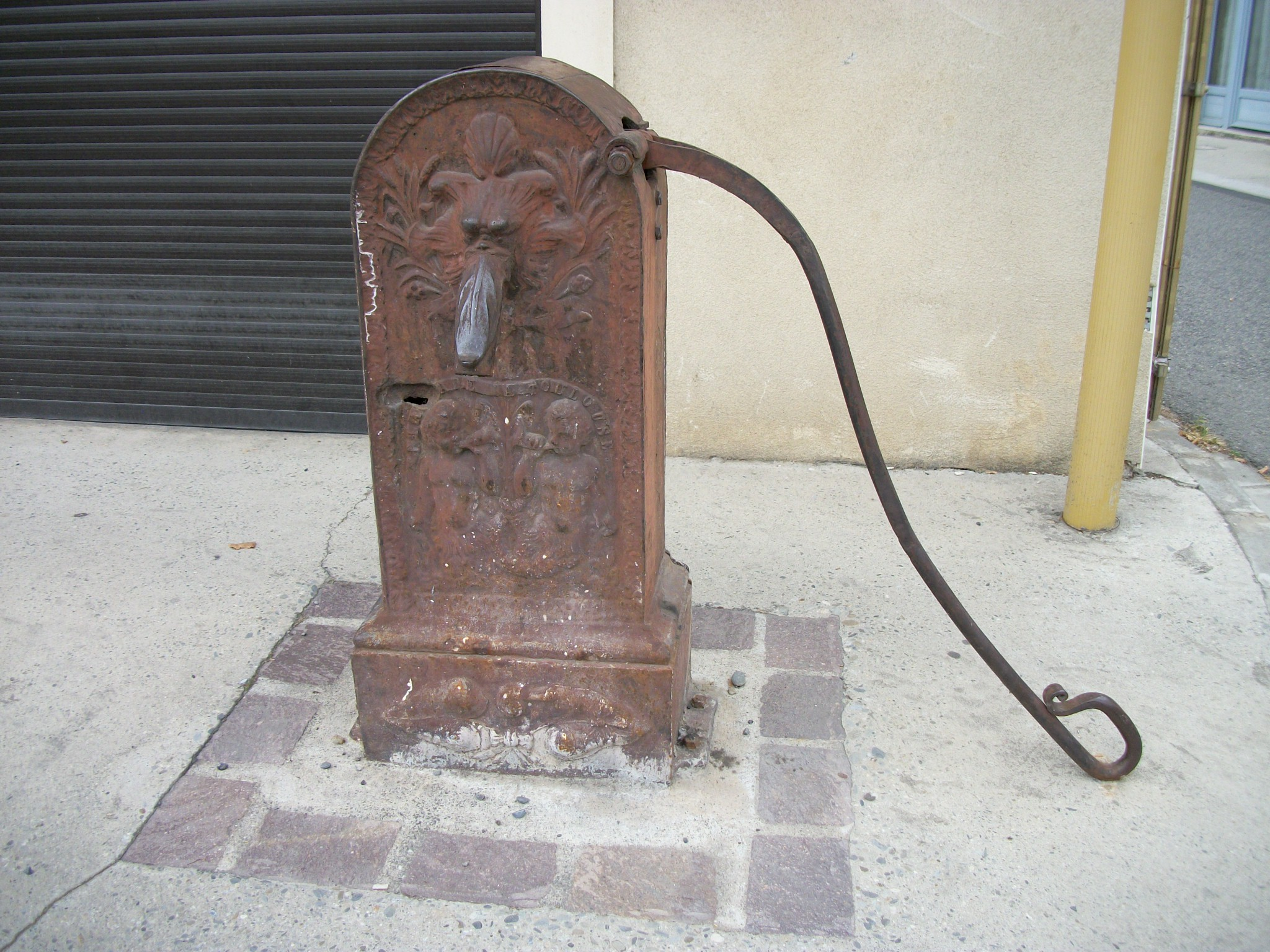
Ancienne fontaine à main
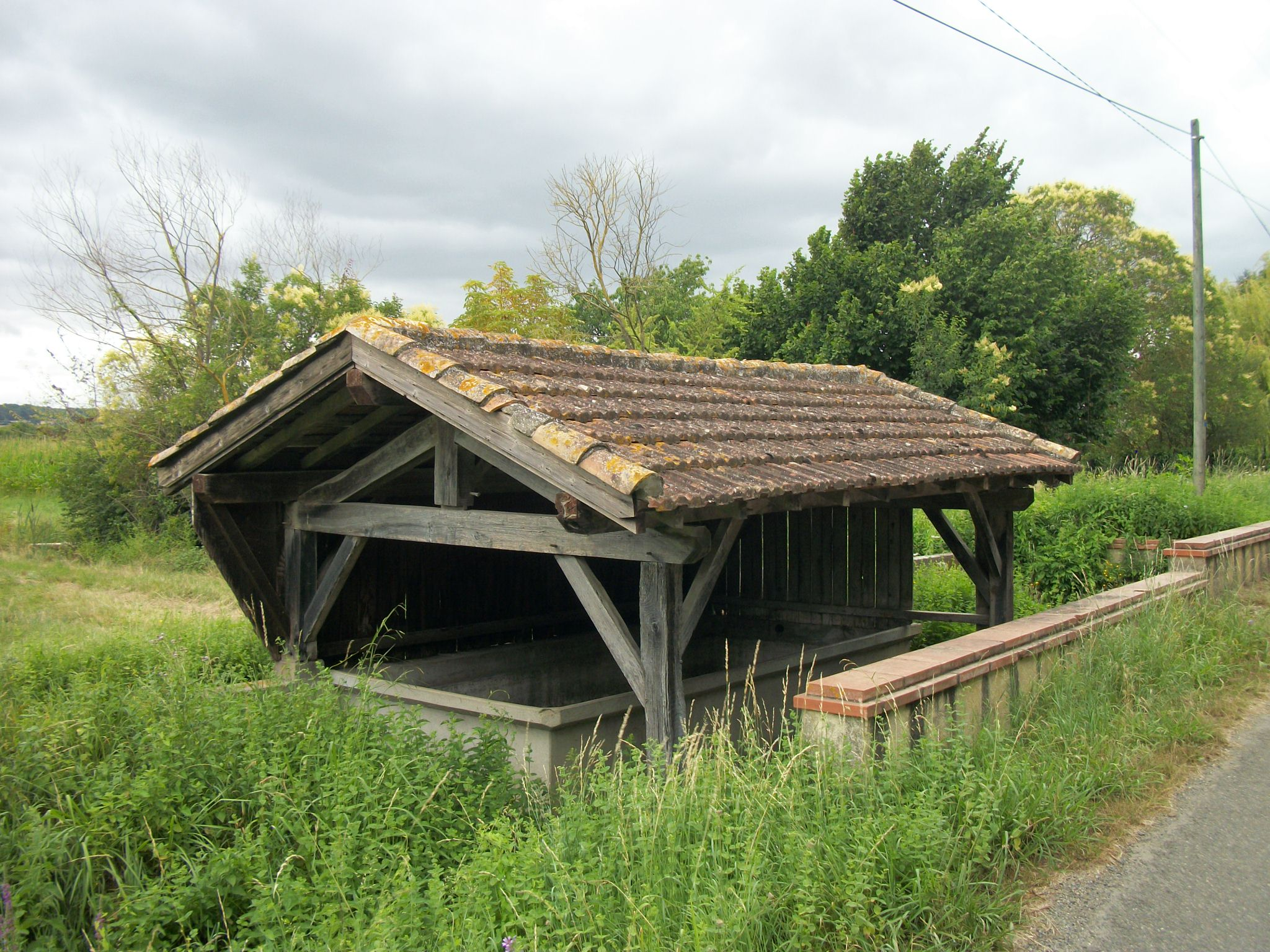
Un ancien lavoir

### Cinéma
Le film L'Été en pente douce a été tourné en grande partie dans le village en 1987.

### Personnalités liées à la commune
- Carole Delga
- Jean-Paul Garraud
- Georges-Patrick Gleize
- Georges Lacaze
- Vincent Baron

### Héraldique
| Martres-Tolosane | Son blasonnement est : Écartelé : au premier de gueules à la molette d'argent, au deuxième et au troisième d'azur à l'oie d'argent, becquée et membrée d'or, au quatrième de gueules à la fasce d'argent . |

## Pour approfondir